# Elaphoglossum organense
Elaphoglossum organense är en träjonväxtart som beskrevs av Alexander Curt Brade. Elaphoglossum organense ingår i släktet Elaphoglossum och familjen Dryopteridaceae. Inga underarter finns listade.